# CATALOGUE 1987-1995
『CATALOGUE 1987-1995』（カタログ－）は、日本のロックバンドであるBUCK-TICKの1枚目のシングル曲集、または同内容のMV集。1995年12月1日にビクター／Invitationより二作品同時にリリースされた。
2001年5月23日、1996年発売のシングル「キャンディ」のMVを追加収録したDVDがHAPPY HOUSEより発売された。
2007年9月5日にリリースされた紙ジャケット盤にも「キャンディ」が追加収録されている。

## 解説
- バンド結成10周年記念としてリリースされた初のベスト・アルバム。1987年から1995年までのシングルの1曲目が時系列順に収録されている。1曲目の「JUST ONE MORE KISS」以外は全てシングルバージョンとなっており、このアルバムのリリース時点ではアルバム初収録となった。
- 初回限定盤には各シングル10タイトルのジャケットを元にしてアレンジしたイラストのステッカーが付属（全10種類）。なお、修正版が発売された「鼓動」のステッカーは、修正前の初期バージョンのジャケットを元にしている。また、「見えない物を見ようとする誤解 全て誤解だ」のステッカーは通常盤（初回限定盤のみ特製の紙ケース仕様ジャケット内に収められている歌詞カードのデザインと同様）のジャケットが元になっている。
- BUCK-TICKは翌年リリースされるオリジナル・アルバム『COSMOS』をもって、ビクターからMERCURYへ移籍。その後ビクターより1999年に発売されたベスト・アルバム『BT』にビクター在籍時のシングルがカップリング曲も含め全て収録されているため、本作の収録曲が全て収録されている。また同タイトルのMV集も同様に、後に発売された『BUCK-TICK PICTURE PRODUCT』（2002年）や『SINGLES on Digital Video Disc』（2006年）に収録曲のPVが全て収められている。さらに後の2012年に発売されたベスト盤&MV集の『CATALOGUE VICTOR→MERCURY 87-99』には、本作に収録された10曲も含めたビクター在籍時代の全シングルのタイトル曲が収録されている上に、それに付属されているDVDにも、本作と同タイトルのMV集に収録されているPVが全曲収録されている。
- 再発盤（紙ジャケット仕様）は全曲デジタルリマスタリングされている。
- 本作と同タイトルのMV集のVHSが、これまで所属していた事務所在籍時代の最後の作品となった（その後退所・独立し、翌年に個人事務所を設立）。

## 収録曲

### 1995年盤
| 全作詞: 櫻井敦司、全編曲: BUCK-TICK。 |                                             |           |          |      |
| #                                     | タイトル                                    | 作詞      | 作曲     | 時間 |
| 1.                                    | 「JUST ONE MORE KISS」                      | 櫻井敦司  | 今井寿   | 5:04 |
| 2.                                    | 「悪の華」                                  | 櫻井敦司  | 今井寿   | 4:13 |
| 3.                                    | 「スピード」                                | 櫻井敦司  | 今井寿   | 4:51 |
| 4.                                    | 「M・A・D」                                 | 櫻井敦司  | 今井寿   | 4:26 |
| 5.                                    | 「JUPITER」                                 | 櫻井敦司  | 星野英彦 | 4:38 |
| 6.                                    | 「ドレス」                                  | 櫻井敦司  | 星野英彦 | 5:58 |
| 7.                                    | 「die」                                     | 櫻井敦司  | 今井寿   | 4:27 |
| 8.                                    | 「唄」                                      | 櫻井敦司  | 今井寿   | 4:03 |
| 9.                                    | 「鼓動」                                    | 櫻井敦司  | 今井寿   | 6:24 |
| 10.                                   | 「見えない物を見ようとする誤解 全て誤解だ」 | 櫻井敦司  | 今井寿   | 4:39 |
| 合計時間:                             | 合計時間:                                   | 合計時間: | 48:43    |      |

### 2008年盤
| 全作詞: 櫻井敦司、全編曲: BUCK-TICK。 |                                                 |           |          |      |
| #                                     | タイトル                                        | 作詞      | 作曲     | 時間 |
| 1.                                    | 「JUST ONE MORE KISS」                          | 櫻井敦司  | 今井寿   | 5:02 |
| 2.                                    | 「悪の華」                                      | 櫻井敦司  | 今井寿   | 4:11 |
| 3.                                    | 「スピード」                                    | 櫻井敦司  | 今井寿   | 4:49 |
| 4.                                    | 「M・A・D」                                     | 櫻井敦司  | 今井寿   | 4:24 |
| 5.                                    | 「JUPITER」                                     | 櫻井敦司  | 星野英彦 | 4:36 |
| 6.                                    | 「ドレス」                                      | 櫻井敦司  | 星野英彦 | 5:56 |
| 7.                                    | 「die」                                         | 櫻井敦司  | 今井寿   | 4:24 |
| 8.                                    | 「唄」                                          | 櫻井敦司  | 今井寿   | 4:02 |
| 9.                                    | 「鼓動」                                        | 櫻井敦司  | 今井寿   | 6:22 |
| 10.                                   | 「見えない物を見ようとする誤解 全て誤解だ」     | 櫻井敦司  | 今井寿   | 4:37 |
| 11.                                   | 「キャンディ」(DVD、再発盤のみ収録されている。) | 櫻井敦司  | 今井寿   | 4:27 |
| 合計時間:                             | 合計時間:                                       | 合計時間: | 52:50    |      |

#### DVD
| #   | タイトル                                                | 作詞 | 作曲・編曲 |
| --- | ------------------------------------------------------- | ---- | ---------- |
| 1.  | 「JUST ONE MORE KISS」(Music Clip)                      |      |            |
| 2.  | 「悪の華」(Music Clip)                                  |      |            |
| 3.  | 「スピード」(Music Clip)                                |      |            |
| 4.  | 「M・A・D」(Music Clip)                                 |      |            |
| 5.  | 「JUPITER」(Music Clip)                                 |      |            |
| 6.  | 「ドレス」(Music Clip)                                  |      |            |
| 7.  | 「die」(Music Clip)                                     |      |            |
| 8.  | 「唄」(Music Clip)                                      |      |            |
| 9.  | 「鼓動」(Music Clip)                                    |      |            |
| 10. | 「見えない物を見ようとする誤解 全て誤解だ」(Music Clip) |      |            |
| 11. | 「キャンディ」(Music Clip)                              |      |            |

## 参加ミュージシャン
- 櫻井敦司 - ボーカル
- 今井寿 - ギター
- 星野英彦 - ギター、キーボード
- 樋口豊 - ベース
- ヤガミトール - ドラムス